# Сан-Себастьян-ду-Параизу
Сан-Себастьян-ду-Параизу (порт. São Sebastião do Paraíso) — муниципалитет в Бразилии, входит в штат Минас-Жерайс. Составная часть мезорегиона Юг и юго-запад штата Минас-Жерайс. Входит в экономико-статистический микрорегион Сан-Себастьян-ду-Параизу. Население составляет 65 195 человек на 2006 год. Занимает площадь 822,295 км². Плотность населения — 79,3 чел./км².

## История
Город основан 25 октября 1821 года. 

## Статистика
- Валовой внутренний продукт на 2003 год составляет 375 887 841,00 реалов (данные: Бразильский институт географии и статистики).
- Валовой внутренний продукт на душу населения на 2003 год составляет 6057,92 реалов (данные: Бразильский институт географии и статистики).
- Индекс развития человеческого потенциала на 2000 год составляет 0,812 (данные: Программа развития ООН).